# Vijfhuizen (Tilburg)
Vijfhuizen is een buurtschap in de gemeente Tilburg in de Nederlandse provincie Noord-Brabant. Het ligt ten noorden van de stad Tilburg tussen Kouwenberg en Moleneind.
Noord-Brabant: Steden en dorpen      Nederland: Provincies · Gemeenten